# Zöld Párt (Litvánia)
A litvániai Zöld Párt (litvánul Lietuvos Žaliųjų Partija) egy politikai párt, amelyet 2011-ben alapítottak meg. A párt elnöke 2020 óta Ieva Budraitė. A 2012-es parlamenti választásokon a párt nem indult, de 2016-ban indultak és 2,03 százalékos eredményt értek el. 2016 és 2021 között a pártnak egy képviselői mandátuma volt a litván parlamentben.